# Сутте
Сутте (ест. Sutte), також Суте (ест. Sute), Сути (ест. Sutõ)  — село в Естонії, входить до складу волості Вастселійна, повіту Вирумаа.